# Fågelsjön (Husby-Rekarne socken, Södermanland)
Fågelsjön är en sjö i Eskilstuna kommun i Södermanland och ingår i Norrströms huvudavrinningsområde. Sjön har en area på 0,147 kvadratkilometer och ligger 67,3 meter över havet. Sjön avvattnas av vattendraget Sågrändeln.

## Delavrinningsområde
Fågelsjön ingår i det delavrinningsområde (656571-153497) som SMHI kallar för Utloppet av Fågelsjön. Medelhöjden är 78 meter över havet och ytan är 1,16 kvadratkilometer. Det finns inga avrinningsområden uppströms utan avrinningsområdet är högsta punkten. Sågrändeln som avvattnar avrinningsområdet har biflödesordning 3, vilket innebär att vattnet flödar genom totalt 3 vattendrag innan det når havet efter 169 kilometer. Avrinningsområdet består mestadels av skog (87 procent). Avrinningsområdet har 0,15 kvadratkilometer vattenytor vilket ger det en sjöprocent på 12,7 procent.